# Discosura
A Discosura a madarak osztályának sarlósfecske-alakúak (Apodiformes) rendjébe és a kolibrifélék (Trochilidae) családjába tartozó nem.Az alcsaládi besorolása bizonytalan, egyes szervezetek a valódi kolibriformák (Trochilinae) alcsaládjába sorolják ezt a nemet és a fajokat is.

## Rendszerezésük
A nemet Charles Lucien Jules Laurent Bonaparte írta le 1850-ben, jelenleg az alábbi 5 faj tartozik ide:
- zászlósfarkú fecskekolibri (Discosura longicaudus)
- zöld fecskekolibri (Discosura conversiii)
- bóbitás fecskekolibri (Discosura popelairii)
- feketehasú fecskekolibri (Discosura langsdorffi)
- rézfényű fecskekolibri (Discosura letitiae)

## Előfordulásuk
Dél-Amerika területén honosak. A természetes élőhelyük szubtrópusi és trópusi esőerdők és szavannák. Állandó, nem vonuló fajok.

## Megjelenésük
Testhosszuk 10-13,7 centiméter közötti.